# Jugon-les-Lacs
Jugon-les-Lacs foi uma antiga comuna francesa na região administrativa da Bretanha, no departamento Côtes-d'Armor. Estendia-se por uma área de 26,18 km². Em 2010 a comuna tinha 2 556 habitantes (densidade: 97,6 hab./km²).
Em 1 de janeiro de 2016, passou a formar parte da nova comuna de Jugon-les-Lacs-Commune-Nouvelle.